# پلنگاما
پلنگاما (به لاتین: Pelenegama) یک منطقهٔ مسکونی در سری‌لانکا است که در استان مرکزی (سری‌لانکا) واقع شده‌است.